# Orgel des Wanamaker Department Store (Philadelphia)
Die Orgel des Wanamaker’s Department Store (auch Wanamaker Grand Court Organ) ist die größte vollständig spielbare Orgel der Welt. Sie ist im sieben Stockwerke hohen Innenhof des ehemaligen Macy’s-Kaufhauses in Philadelphia aufgebaut, dem früheren John Wanamaker Store. Das Kaufhaus wurde im März 2025 geschlossen.

## Baugeschichte

### Neubau 1904

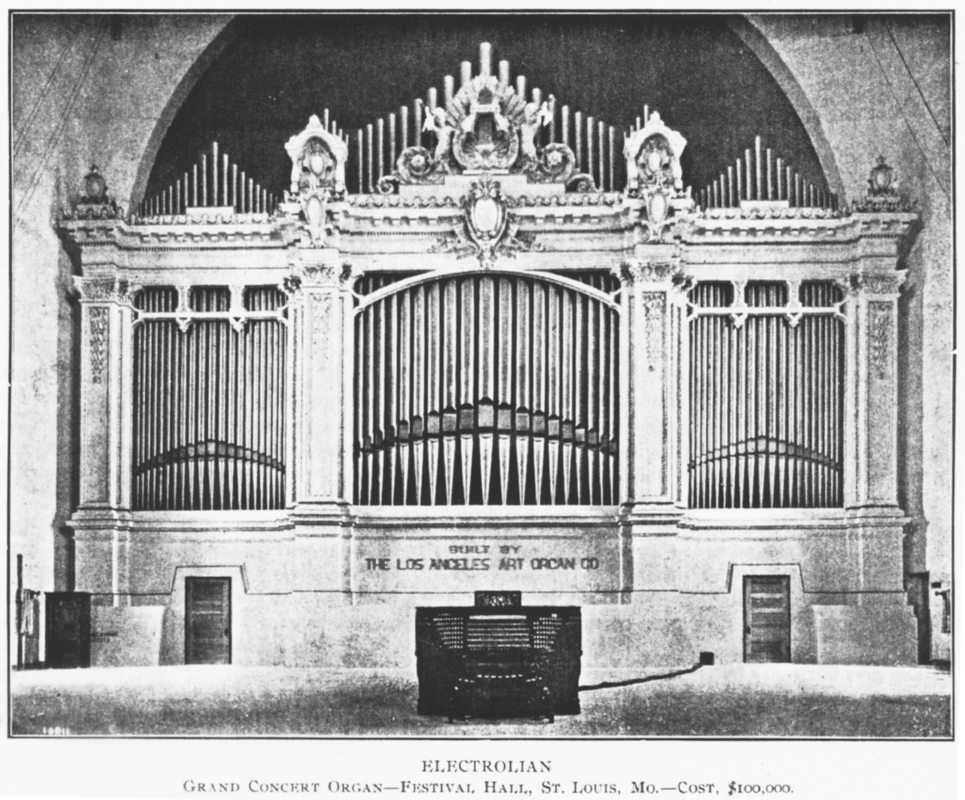
Orgel auf der Louisiana Purchase Exposition 1904

Die Orgel wurde 1904 von Los Angeles Art Organ Company, der Nachfolgewerkstatt von Murray M. Harris Organ Co., für die Louisiana Purchase Exposition 1904 erbaut. Seit 1902 hatten mehrere Orgelbauer Vorschläge zum Bau der Principal Recital Organ gemacht. 1903 erhielt Murray M. Harris den Zuschlag, eine Orgel für die Kansas City Convention Hall zu bauen, die zunächst auf der Louisiana Purchase Exposition ausgestellt würde. Der Preis betrug 67.000 $. William B. Fleming (1849–1940) wurde Superintendent des Projektes.
Harris hatte jedoch seine finanziellen Möglichkeiten überschätzt, so dass das Projekt von der Los Angeles Art Organ Company unter der Leitung von Fleming übernommen wurde. Jedoch traten bald auch bei dieser finanzielle Probleme auf. Die tatsächlichen Kosten beliefen sich mittlerweile auf über 105.000 $. 1905 benannte sich die Los Angeles Art Organ Company in Electrolian Company um.
Als die Orgel schließlich in Hoboken (New Jersey) fertiggestellt war, wurde sie mit zehn LKWs nach St. Louis in die Festival Hall gebracht. Die Orgel hatte 140 Register und etwa 10.000 Pfeifen. (Die bis dahin größte Orgel war die Orgel der Sydney Town Hall.) Die Disposition stammte von George Ashdown Audsley. Das Konzert auf der Messe wurde am 9. Juni 1904 von Charles Galloway und Alexandre Guilmant mit Werken von Samuel Scheidt, Frescobaldi, Pachelbel, Titelouze, Bach, Händel und Franck gegeben.
Anstatt nach Kansas City gebracht zu werden, wurde das in Einzelteilen eingelagerte Instrument 1909 von John Wanamaker gekauft, um es im Grand Court seines neuen Geschäftes in Philadelphia aufzustellen. Mit 13 Lastwagen wurde es dorthin gebracht und von William B. Fleming und George Till eingebaut. Die Einweihung erfolgte anlässlich und zeitgleich mit der Krönung des englischen Königs Georg V. am 22. Juni 1911.

### Erweiterung 1914–1930

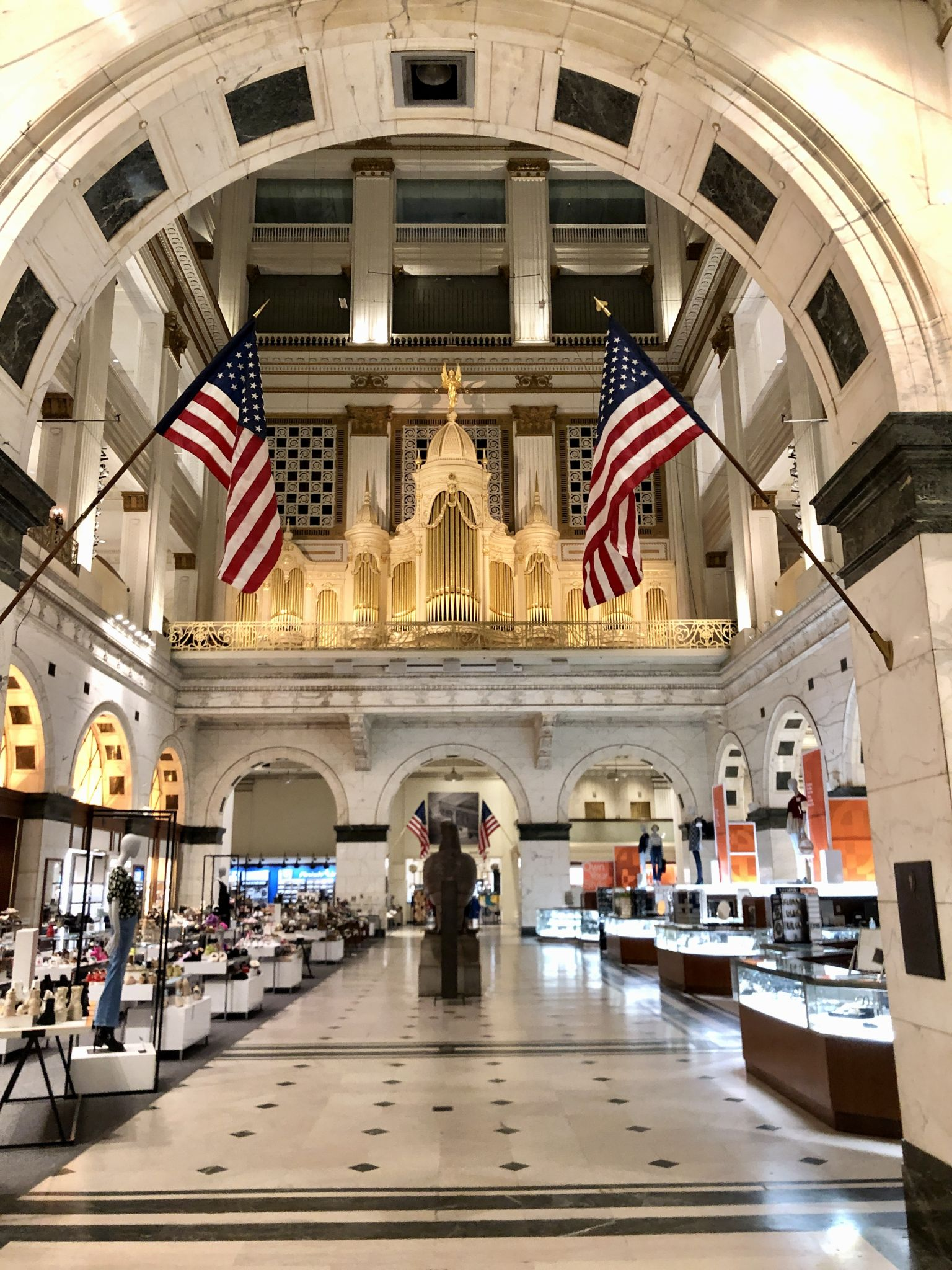
Blick auf die Orgel. Der Spieltisch befindet sich in Höhe des Aufnahmestandpunktes (2. Stock) etwas außerhalb des linken Bildrandes.

Schon kurz nach ihrem Fertigstellung wurde die Orgel, welche nach Meinung von Wanamaker infolge ihrer vielen Streicher zu wenig Klangfülle besaß, 1914 um 4000 Pfeifen erweitert. Dazu ließ er eine Werkstatt unter dem Kaufhausdach einrichten. Weitere Vergrößerungen folgten 1917 (erneut um etwa 4000 Pfeifen), 1923 und 1930.
In ihrem jetzigen Zustand besitzt die Wanamaker-Orgel 28.750 Orgelpfeifen in 464 Reihen. Der Spieltisch hat sechs Manuale. Das Streicher-Werk (String Division) bildet mit 88 Pfeifenreihen die größte Windlade der Welt. Die Orgel ist berühmt für ihren orchestralen Klang, der von den vielen weich intonierten Pfeifen, die dafür in großer Anzahl vorhanden sind, herrührt.
Die Orgel der Atlantic City Convention Hall in Atlantic City (New Jersey) besitzt zwar weniger Pfeifenreihen (Ranks) als die Wanamaker-Orgel, hat aber 5000 Pfeifen mehr und einige Manuale, die sich über sieben Oktaven erstrecken. Da infolge eines Wassereinbruchs zurzeit nicht alle Werke der Orgel der Atlantic City Convention Hall funktionsfähig sind, kann man die Wanamaker-Orgel aktuell als die größte spielbare Orgel der Welt bezeichnen.
Die Orgel wurde jede Woche von Montag bis Samstag täglich zweimal (in der Weihnachtszeit auch öfter) gespielt. Die Orgel war außerdem in vielen Konzerten zu hören, die über das Jahr hinweg veranstaltet wurden, unter anderem zusammen mit dem Philadelphia Orchestra.
The Friends of the Wanamaker Organ ist ein gemeinnütziger Verein, der sich dem Erhalt und der Restaurierung der Orgel verschrieben hat. Der Förderverein wird durch Spenden seiner Mitglieder und den Verkauf von CDs und Werbeprodukten unterstützt.
Das offizielle Organ des Vereins ist The Stentor, das viermal im Jahr erscheint. Typische Themen sind sowohl Berichte über den Fortschritt der Restaurierungsarbeiten als auch Besuche bekannter Organisten und Konzertankündigungen.

### Schließung des Kaufhauses 2025
Anfang 2025 wurde bekannt, dass Macy’s bis März 2025 insgesamt 66 Filialen schließen will, zu denen auch der Wanamaker’s Department Store gehört. Das Kaufhaus wurde wie angekündigt im März 2025 geschlossen. Die Weiterverwendung des Gebäudes sowie das weitere Schicksal der Orgel ist unklar (Stand April 2025).

## Disposition seit 1930

### Aufbau
Die Pfeifenwerke der Orgel erstrecken sich über fünf Stockwerke:
| 2. Stockwerk | Main Pedal 32′, Lower Swell, Great Open                                 |
| 3. Stockwerk | Solo, Main Pedal, Great Chorus, Upper Swell, Choir/Enclosed Great       |
| 4. Stockwerk | Orchestral, Vox Humana, String division, String Dulcianas, String organ |
| 5. Stockwerk | String Dulcianas, String Organ, String 16′                              |
| 7. Stockwerk | Chimes, Ethereal, Echo                                                  |

Das Echowerk befindet sich auf der dem Prospekt gegenüberliegenden Seite des Innenhofes. Die 32′-Register Wood Open, Diaphone und Metal Diapason erstrecken sich über mehrere Stockwerke beginnend im zweiten Obergeschoss. In der Orgel verteilt sind mehrere einmanualige Klaviaturen zum Stimmen und für weitere Arbeiten installiert.

### Main Organ
| I Choir C–c4     |     |
| Double Dulciana  | 16′ |
| Dulciana         | 8′  |
| Open Diapason    | 8′  |
| Violin Diapason  | 8′  |
| Stopped Diapason | 8′  |
| Concert Flute    | 8′  |
| Salicional       | 8′  |
| Quintadena       | 8′  |
| Vox Angelica     | 8′  |
| Vox Celeste      | 8′  |
| Keraulophone     | 8′  |
| Forest Flute     | 4′  |
| Salicet          | 4′  |
| Piccolo          | 2′  |
| Soft Cornet VI   |     |
| Saxophone        | 16′ |
| Saxophone        | 8′  |
| English Horn     | 8′  |
| Clarinet         | 8′  |

| II Great C–c4          |         |
| Sub Principal          | 32′     |
| Contra Gamba           | 16′     |
| Double Diapason        | 16′     |
| Sub Quint              | 10 2⁄3′ |
| Diapason Phonon        | 8′      |
| Diapason Major         | 8′      |
| First Diapason         | 8′      |
| Second Diapason        | 8′      |
| Third Diapason         | 8′      |
| Fourth Diapason        | 8′      |
| Gamba                  | 8′      |
| Major Tibia            | 8′      |
| Mezzo Tibia            | 8′      |
| Minor Tibia            | 8′      |
| Covered Tibia          | 8′      |
| Flute                  | 8′      |
| Double Flute           | 8′      |
| Nazard Flute           | 8′      |
| Harmonic Flute         | 8′      |
| Quint                  | 5 1⁄3′  |
| Harmonic Flute         | 4′      |
| Principal              | 4′      |
| Octave                 | 4′      |
| Tierce                 | 3 1⁄5′  |
| Octave Quint           | 2′      |
| Super Octave           | 2′      |
| Mixture VII            |         |
| Double Trumpet         | 16′     |
| Trumpet                | 8′      |
| Harmonic Trumpet       | 8′      |
| Tuba                   | 8′      |
| Harmonic Clarion       | 4′      |
| Chorus Diapason Magna  | 8′      |
| Chorus Stentorphone    | 8′      |
| Chorus First Diapason  | 8′      |
| Chorus Second Diapason | 8′      |
| Chorus Major Flute     | 8′      |
| Chorus Double Flute    | 8′      |
| Chorus Gamba           | 8′      |
| Chorus Flute           | 4′      |
| Chorus Octave          | 4′      |
| Chorus Nazard          | VI      |

| III Swell C–c4           |        |
| Unenclosed               |        |
| Double Diapason          | 16′    |
| Soft Bourdon             | 16′    |
| Stentorphone             | 8′     |
| Horn Diapason            | 8′     |
| Violin Diapason          | 8′     |
| Bell Flute               | 8′     |
| Orchestral Flute         | 8′     |
| Harmonic Flute           | 8′     |
| Grand Flute              | 8′     |
| Double Flute             | 8′     |
| Enclosed                 |        |
| Tibia Dura               | 8′     |
| Clarabella               | 8′     |
| Melodia                  | 8′     |
| Soft Dulciana            | 8′     |
| Gamba Celeste            | 8′     |
| Gamba                    | 8′     |
| Quint Bourdon            | 5 1⁄3′ |
| Harmonic Flute           | 4′     |
| First Octave             | 4′     |
| Second Octave            | 4′     |
| Nazard                   | 2 ⁄3′  |
| Piccolo                  | 2′     |
| Viol Cornet              | IV     |
| Mixture VI               |        |
| Bassoon                  | 16′    |
| Contra Fagotto           | 16′    |
| Double Oboe Horn         | 16′    |
| Bassoon                  | 8′     |
| Trombone                 | 8′     |
| First Oboe               | 8′     |
| Fagotto                  | 8′     |
| Oboe                     | 8′     |
| Trumpet                  | 8′     |
| Horn                     | 8′     |
| Bassett Horn             | 8′     |
| Clarinet                 | 8′     |
| Clarinet                 | 8′     |
| Vox Humana               | 8′     |
| Harmonic Clarion         | 4′     |
| Musette                  | 4′     |
|                          |        |
| Original String Division |        |
| Contra Bass              | 16′    |
| Violoncello              | 8′     |
| Viol                     | 8′     |
| Viol                     | 8′     |
| Viola                    | 8′     |
| Quint Viol               | 5 1⁄3′ |
| Octave Viol              | 4′     |
| Violina                  | 4′     |
| Tierce                   | 3 1⁄5′ |
| Corroborating Mixture V  |        |
| String Mixture V         |        |

| IV Solo C–c4         |        |
| Double Open Diapason | 16′    |
| Grand Viol           | 16′    |
| First Diapason       | 8′     |
| Second Diapason      | 8′     |
| Third Diapason       | 8′     |
| Violin Diapason      | 8′     |
| Viol                 | 8′     |
| Viol                 | 8′     |
| Harmonic Flute       | 8′     |
| Tierce Flute         | 8′     |
| Chimney Flute        | 8′     |
| Clarabella           | 8′     |
| Gemshorn             | 8′     |
| Nazard Gamba         | 8′     |
| Grand Gamba          | 8′     |
| Grand Gamba          | 8′     |
| Quintaphone          | 8′     |
| Quint Diapason       | 5 1⁄3′ |
| Octave               | 4′     |
| Harmonic Tierce      | 3 1⁄5′ |
| Twelfth Harmonic     | 2 ⁄3′  |
| Piccolo              | 2′     |
| Double Trumpet       | 16′    |
| Tuba                 | 16′    |
| Trumpet              | 8′     |
| Soft Tuba            | 8′     |
| Cornopean            | 8′     |
| Ophicleide           | 8′     |
| Musette              | 8′     |
| Ophicleide           | 4′     |
| Tuba                 | 4′     |
| Grand Mixture VI     |        |
| Mixture V            |        |
| Mixture VI           |        |

| Pedal C–g1                           |         |
| Gravissima (acoustic)                | 64′     |
| Contra Diaphone                      | 32′     |
| Diaphone                             | 16′     |
| First Contra Open Diapason (Holz)    | 32′     |
| Second Contra Open Diapason (Metall) | 32′     |
| First Open Diapason                  | 16′     |
| Second Open Diapason                 | 16′     |
| Third Open Diapason                  | 16′     |
| Open Diapason                        | 8′      |
| Contra Bourdon                       | 32′     |
| Bourdon                              | 16′     |
| Soft Bourdon                         | 16′     |
| Octave Soft Bourdon                  | 8′      |
| Open Flute                           | 16′     |
| Soft Flute                           | 8′      |
| Soft Flute                           | 4′      |
| Violone                              | 16′     |
| Gamba                                | 16′     |
| Dulciana                             | 16′     |
| Soft Dulciana                        | 8′      |
| Open Quint                           | 10 2⁄3′ |
| Stopped Quint                        | 10 2⁄3′ |
| Stentorphone                         | 8′      |
| Octave                               | 8′      |
| First Tibia                          | 8′      |
| Second Tibia                         | 8′      |
| First Tibia                          | 4′      |
| Second Tibia                         | 4′      |
| First 'Cello                         | 8′      |
| Second 'Cello                        | 8′      |
| Principal                            | 4′      |
| Octave                               | 4′      |
| Mixture VII                          |         |
| Mixture VIII                         |         |
| Mixture VIII                         |         |
| Grand Mutation X                     |         |
| Contra Bombarde                      | 32′     |
| Bombarde                             | 16′     |
| Bombarde                             | 8′      |
| Trombone                             | 16′     |
| Tuba                                 | 16′     |
| Euphonium                            | 16′     |
| Contra Fagotto                       | 16′     |
| Octave Fagotto                       | 8′      |
| Tromba                               | 8′      |
| Clarion                              | 4′      |

### Ethereal Organ
| V Ethereal C–c4      |       |
| Bourdon              | 16′   |
| First Open Diapason  | 8′    |
| Second Open Diapason | 8′    |
| Clear Flute          | 8′    |
| Harmonic Flute       | 8′    |
| Double Flute         | 8′    |
| Quint Flute          | 8′    |
| Grand Gamba          | 8′    |
| Gamba                | 8′    |
| Octave               | 4′    |
| Harmonic Flute       | 4′    |
| Twelfth Harmonic     | 2 ⁄3′ |
| Harmonic Piccolo     | 2′    |
| Mixture IV           |       |
| Tuba Profunda        | 16′   |
| Tuba Mirabilis       | 8′    |
| French Trumpet       | 8′    |
| Grand Clarinet       | 8′    |
| Post Horn            | 8′    |
| Tuba Clarion         | 4′    |

| Ethereal Pedal C–g1 |     |
| Acoustic Bass       | 32′ |
| Diapason            | 16′ |
| Bombarde            | 16′ |
| Bombarde            | 8′  |

### Stentor Organ
| VI Stentor C–c4      |     |
| Tuba Magna (from 8') | 16' |
| Tuba Magna           | 8′  |

### Echo Organ
(floating)
| Echo C–c4        |        |
| Bourdon          | 16′    |
| Open Diapason    | 8′     |
| Violin Diapason  | 8′     |
| Stopped Diapason | 8′     |
| Night Horn       | 8′     |
| Clarabella       | 8′     |
| Octave           | 4′     |
| Harmonic Flute   | 4′     |
| Mellow Flute     | 4′     |
| Cornet Mixture V |        |
| Mixture VI       |        |
| Melodia          | 8′     |
| Orchestral Viol  | 8′     |
| Soft Viol        | 8′     |
| Soft Viol        | 8′     |
| Unda Maris       | 8′     |
| Open Quint       | 5 1⁄3′ |
| Double Trumpet   | 16′    |
| Trumpet          | 8′     |
| Capped Oboe      | 8′     |
| Euphone          | 8′     |
| Vox Humana       | 8′     |

| Echo Pedal C–g1  |     |
| Open Diapason    | 16′ |
| Stopped Diapason | 16′ |

### Orchestral Organ
(floating)
| Orchestral C–c4     |     |
| Contra Quintadena   | 16′ |
| Duophone            | 8′  |
| Tibia               | 8′  |
| Covered Tibia       | 8′  |
| Concert Flute       | 8′  |
| Harmonic Flute      | 8′  |
| Mellow Flute        | 8′  |
| String Flute        | 8′  |
| Double Flute        | 8′  |
| Hollow Flute        | 8′  |
| Harmonic Flute      | 4′  |
| Orchestral Flute    | 4′  |
| Covered Flute       | 4′  |
| Octave              | 4′  |
| Harmonic Piccolo    | 2′  |
| English Horn        | 16′ |
| Bass Clarinet       | 16′ |
| Bass Saxophone      | 16′ |
| Bassoon             | 16′ |
| English Horn        | 8′  |
| Orchestral Clarinet | 8′  |
| Saxophone           | 8′  |
| Orchestral Bassoon  | 8′  |
| Bassett Horn        | 8′  |
| Oboe                | 8′  |
| Orchestral Oboe     | 8′  |
| First French Horn   | 8′  |
| Second French Horn  | 8′  |
| Third French Horn   | 8′  |
| Kinura              | 8′  |
| Muted Cornet        | 8′  |

| Vox Humana Chorus C–c4 |     |
| Vox Humana             | 16′ |
| First Vox Humana       | 8′  |
| Second Vox Humana      | 8′  |
| Third Vox Humana       | 8′  |
| Fourth Vox Humana      | 8′  |
| Fifth Vox Humana       | 8′  |
| Sixth Vox Humana       | 8′  |

| Vox Humana Chorus Pedal C–g1 |     |
| First Vox Humana             | 16′ |
| Second Vox Humana            | 16′ |

### String Organ
| String (schwellbar) C–c4 |     |
| Violone                  | 16′ |
| First Contra Gamba       | 16′ |
| Second Contra Gamba      | 16′ |
| First Contra Viol        | 16′ |
| Second Contra Viol       | 16′ |
| First Viol               | 16′ |
| Second Viol              | 16′ |
| Violin Diapason          | 8′  |
| Gamba                    | 8′  |
| Nazard Gamba II          | 8′  |
| Nazard Gamba II          | 8′  |
| First Cello              | 8′  |
| First Cello              | 8′  |
| First Cello              | 8′  |
| Second Cello             | 8′  |
| Second Cello             | 8′  |
| Second Cello             | 8′  |
| First Orchestral Violin  | 8′  |
| First Orchestral Violin  | 8′  |
| First Orchestral Violin  | 8′  |
| Second Orchestral Violin | 8′  |
| Second Orchestral Violin | 8′  |
| Second Orchestral Violin | 8′  |
| Third Orchestral Violin  | 8′  |
| Third Orchestral Violin  | 8′  |
| Third Orchestral Violin  | 8′  |
| Fourth Orchestral Violin | 8′  |
| Fourth Orchestral Violin | 8′  |
| Fourth Orchestral Violin | 8′  |
| Fifth Orchestral Violin  | 8′  |
| Fifth Orchestral Violin  | 8′  |
| Fifth Orchestral Violin  | 8′  |
| Sixth Orchestral Violin  | 8′  |
| Sixth Orchestral Violin  | 8′  |
| Sixth Orchestral Violin  | 8′  |
| First Muted Violin       | 8′  |
| First Muted Violin       | 8′  |
| First Muted Violin       | 8′  |
| Second Muted Violin      | 8′  |
| Second Muted Violin      | 8′  |
| Second Muted Violin      | 8′  |

| String (Forts.) C–c4      |        |
| Third Muted Violin        | 8′     |
| Third Muted Violin        | 8′     |
| Third Muted Violin        | 8′     |
| Fourth Muted Violin       | 8′     |
| Fourth Muted Violin       | 8′     |
| Fourth Muted Violin       | 8′     |
| Fifth Muted Violin        | 8′     |
| Fifth Muted Violin        | 8′     |
| Fifth Muted Violin        | 8′     |
| Sixth Muted Violin        | 8′     |
| Sixth Muted Violin        | 8′     |
| Sixth Muted Violin        | 8′     |
| First Orchestral Violina  | 4′     |
| First Orchestral Violina  | 4′     |
| Second Orchestral Violina | 4′     |
| Second Orchestral Violina | 4′     |
| Quint Viol                | 5 1⁄3′ |
| Quint Viol                | 5 1⁄3′ |
| Tierce Viol               | 3 1⁄5′ |
| Tierce Viol               | 3 1⁄5′ |
| Nazard Violina            | 2 ⁄3′  |
| Nazard Violina            | 2 ⁄3′  |
| Super Violina             | 2′     |
| Super Violina             | 2′     |
| First Dulciana            | 8′     |
| First Dulciana            | 8′     |
| Second Dulciana           | 8′     |
| Second Dulciana           | 8′     |
| Third Dulciana            | 8′     |
| Third Dulciana            | 8′     |
| Fourth Dulciana           | 8′     |
| Fourth Dulciana           | 8′     |
| Fifth Dulciana            | 8′     |
| Fifth Dulciana            | 8′     |
| Sixth Dulciana            | 8′     |
| Sixth Dulciana            | 8′     |
| First Octave Dulciana     | 4′     |
| First Octave Dulciana     | 4′     |
| Second Octave Dulciana    | 4′     |
| Second Octave Dulciana    | 4′     |
| Dulciana Mutation V       |        |

| String Pedal C–g1              |         |
| Contra Diaphone                | 32′     |
| Diaphone                       | 16′     |
| Diaphone                       | 8′      |
| Contra Gamba                   | 32′     |
| Gamba                          | 16′     |
| Gamba                          | 8′      |
| First Violone                  | 16′     |
| Second Violone                 | 16′     |
| First Violone                  | 8′      |
| Second Violone                 | 8′      |
| Violone                        | 4′      |
| Viol                           | 16′     |
| Viol                           | 16′     |
| Viol                           | 8′      |
| Viol                           | 8′      |
| Grand String Pedal Mixture XII |         |
| Mutation Diaphone              | 16′     |
| Mutation Viol                  | 16′     |
| Mutation Viol                  | 10 2⁄3′ |
| Mutation Viol                  | 8′      |
| Mutation Viol                  | 5 1⁄3′  |
| Mutation Viol                  | 4′      |
| Mutation Viol                  | 2 ⁄3′   |
| Mutation Viol                  | 2′      |
| Mutation Viol                  | 1 3⁄5′  |
| Mutation Viol                  | 1 ⁄3′   |
| Mutation Viol                  | 4⁄5′    |

### Percussion Division
| Percussion       |      |
| Major Chimes     | C–c1 |
| Minor Chimes     | G–G  |
| Metalophone      | C–c2 |
| Celeste          | C–c2 |
| Piano I          |      |
| Piano II         |      |
| Harp I tenor     | C–c2 |
| Harp II          |      |
| Gongstenor       | C–c2 |
| Crescendo Cymbal |      |
| Cymbalstar       |      |

## Technische Daten
- 376 Register (+17 Extensionen, +16 Transmissionen), 464 Pfeifenreihen, 28.750 Pfeifen. 3 Register mit 3 Ranks und 243 Pfeifen im Stentorwerk nicht spielbar.
- Spieltisch(e):
  - Freistehend.
  - 6 Manuale & Pedal
  - Registerwippen
- Traktur:
  - Tontraktur: elektro-pneumatisch
  - Registertraktur: elektro-pneumatisch
- Sechs Gebläsemotoren mit insgesamt 158 HP für Winddrücke zwischen 5 und 34 inch WS, ein Motor mit 3 HP zur Erzeugung von Unterdruck mit 20 inch sowie zwei Motorgeneratoren (Umformer) mit zusammen 7 HP für Niederspannung für die Spiel- und Registertrakturen.[10]

## Organisten
- 1911–1917: Irvin J. Morgan
- 1917–1966: Mary E. Vogt
- 1966–1989: Keith R. Chapman, Assistant Organist: Richard L. Elliott
- Seit 1989: Peter Richard Conte

## Aufnahmen/Tonträger
- The Wanamaker Store Organ 2000/1971, Psallite CD 60351, CD (Aufnahmen von Keith Chapman digital restauriert)
- The Wanamaker legacy. 2004, Gothic G 49240, CD (Peter Conte spielt Bach, Dupré und Vierne).
- Magic! 2001, Gothic G 49248, CD (Peter Conte spielt Mussorgsky, Wagner, Dukas, Nicolai, Elgar).
- Peter Richard Conte - Midnight in the Grand Court 2005, Gothic G.